# ナンシー・グレース (テレビ番組)

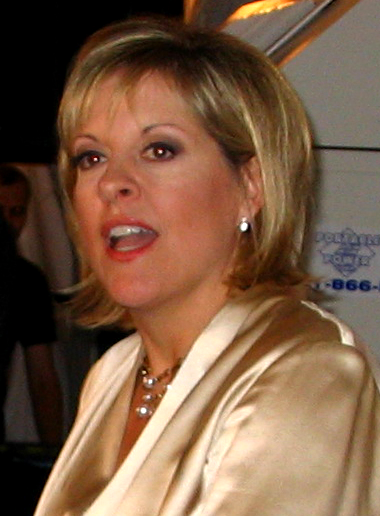
ナンシー・グレース（2005年）

ナンシー・グレース(Nancy Grace)は、リーガルコメンテーターのナンシー・グレースがホストを務め、その時々の時事を取り上げるアメリカのテレビ番組である。2005年2月2日から2016年10月13日まで、月曜から金曜の夜に放送された。この年の6月30日にナンシーは10月をもってこの番組を放送していたHLNから離れることを公表しており、最終回の放送をもって契約が切れた。

## 批判
グレースがこの番組で行うコメントは時に大きな批判を呼んだ。特に論争が激しかったのは、デューク大学ラクロス部事件、番組でインタビューを受けその後自殺した女性（メリンダ・ダケットの死）、ケイリー・アンソニーの死などを扱った回だった。

## ゲスト司会者
グレースが番組に出演できないときは、他のCNNのホストが代役を務めた。例えば『In Session』のアンカー、ジーン・カサレス、ジェーン・ベレス＝ミッチェルであり『Inside Edition』の記者リタ・コスビー、『 Good Morning America』のサム・チャンピオン、パット・ララマなどがこの番組の司会をしたことがある。